# Madaras
Madaras är en ort i Ungern.   Den ligger i provinsen Bács-Kiskun, i den sydvästra delen av landet, 160 km söder om huvudstaden Budapest. Madaras ligger 116 meter över havet och antalet invånare är 3 246.
Terrängen runt Madaras är mycket platt. Runt Madaras är det ganska tätbefolkat, med 62 invånare per kvadratkilometer. Närmaste större samhälle är Bácsalmás, 9,3 km nordost om Madaras. Trakten runt Madaras består till största delen av jordbruksmark.